# Илир Мета
Иљир Мета (алб. Ilir Meta; 24. март 1969) је албански политичар и бивши председник Албаније.

## Младост
Илир Мета је рођен 24. марта 1969. године у Скрапару, Албанији. Завршио је основну и средњу школу и факултет у Тирани. Зна да говори албански, енглески и италијански. 
Мета је бекташки муслиман. Ожењен је са Моником Крјемади од октобра 1998. године. Заједно имају две ћерке: Бору и Еру, и једног сина: Бесара.